# 松島よう子
松島 よう子（まつしま ようこ）は、日本のファッションモデル、。沖縄県那覇市出身。フロント所属。身長171cm。スリーサイズは、B80 W61 H89。父親は陶芸家の松島朝義（まつしま ちょうぎ）。

## 略歴
- 2002年-2003年10月 - 『non-no』の専属モデルになる。
- 2006年9月 - メナード薬用ビューネ契約。

## 人物
趣味は、銅板画、アクセサリー作り、バスケット

## 出演

### CM
- メナード「薬用ビューネ」（2010年）
- オリオンビール「リッチスタイル」（2011年）
- フェアー信用保証（2012年）

### 雑誌
- non-no （2002年～2003年10月、集英社）- 専属モデル